# Biserica de lemn „Acoperământul Maicii Domnului” din Pocrovca
Biserica de lemn „Acoperământul Maicii Domnului” este o biserică amplasată în Pocrovca, raionul Dondușeni, Republica Moldova. Este un monument arhitectural de importanță națională inclus în Registrul monumentelor Republicii Moldova ocrotite de stat cu nr. 444 (raionul Dondușeni). Datează din 1797.